# Rosi Sexton
Rosi Sexton, właśc. Rosemary Ann Sexton (ur. 16 lipca 1977 w Wersalu) – angielska zawodniczka mieszanych sztuk walki (MMA), radna Solihull, osteopatka i doktor informatyki teoretycznej.

## Wczesne życie i edukacja
Rosi Sexton urodziła się 16 lipca 1977 w Wersalu. Jeszcze jako dziecko przeprowadziła się z rodziną do Reading.
Ukończyła szkołę podstawową St Sebastian's Church of England Primary School w Grantham, a następnie szkołę ponadpodstawową Crowthorne Church of England Primary School i liceum Kendrick School. Początkowo uważała się za osobę niewysportowaną i koncentrowała swoje zainteresowania na czytaniu książek. W wieku 14 lat zaczęła trenować taekwondo, aby nauczyć się samoobrony. Trenowała też hokej, siatkówkę i tenis.
Ukończyła studia matematyczne na Kolegium Trójcy Świętej Uniwersytetu Cambridge. Ukończyła też Oxford Brookes University z Bachelor’s degree z osteopatii i Uniwersytet Manchesterski z tytułem doktora informatyki teoretycznej.

## Kariera sportowa
W 1999 w czasie studiów na Cambridge po raz pierwszy zaczęła trenować walkę. Dołączyła do towarzystw zrzeszających miłośników judo, ju-jitsu i taekwondo. Zdobyła czarny pas w taekwondo i TJF ju-jitsu oraz brązowy pas w brazylijskim jiu-jitsu. W 2002 debiutowała jako profesjonalna zawodniczka mieszanych sztuk walki. Przywarł do niej pseudonim Chirurg.
Zaczęła karierę serią pięciu kolejnych zwycięstw, zwieńczonych pokonaniem Diny Van den Hooven w walce o pas Cage Warriors 132 lbs women's championship. W kolejnej walce, rok później, przegrała swoją pierwszą walkę pokonana przez Ginę Carano.
Była pierwszą Brytyjką w Ultimate Fighting Championship.
21 czerwca 2014 ogłosiła zakończenie kariery, motywując swoją decyzję poczuciem, że nie jest już wystarczająco dobra.

## Lista zawodowych walk w MMA[1]
| Wynik   | Bilans | Przeciwnik          | Rozstrzygnięcie                  | Runda | Czas | Rozgrywki                              | Data                 | Miejsce    | Uwagi                                                                     |
| ------- | ------ | ------------------- | -------------------------------- | ----- | ---- | -------------------------------------- | -------------------- | ---------- | ------------------------------------------------------------------------- |
| Porażka | 13–5   | Joanna Jędrzejczyk  | KO (cios pięścią)                | 2     | 2:36 | Cage Warriors Fighting Championship 69 | 7 czerwca 2014       | Londyn     |                                                                           |
| Porażka | 13–4   | Jéssica Andrade     | Decyzja (jednogłośna)            | 3     | 5:00 | UFC Fight Night: Machida vs. Muñoz     | 26 października 2013 | Manchester |                                                                           |
| Porażka | 13–3   | Alexis Davis        | Decyzja (jednogłośna)            | 3     | 5:00 | UFC 161                                | 15 czerwca 2013      | Winnipeg   |                                                                           |
| Wygrana | 13–2   | Aisling Daly        | Decyzja (jednogłośna)            | 3     | 5:00 | Cage Warriors: 47                      | 2 czerwca 2012       | Dublin     | Półfinał turnieju wagi muszej kobiet Cage Warriors Fighting Championship. |
| Wygrana | 12–2   | Roxanne Modafferi   | Decyzja (jednogłośna)            | 3     | 5:00 | Cage Warriors: 40                      | 26 lutego 2011       | Londyn     |                                                                           |
| Wygrana | 11–2   | Sally Krumdiack     | TKO (punches)                    | 2     | 4:07 | Cage Warriors 39: The Uprising         | 27 listopada 2010    | Cork       |                                                                           |
| Porażka | 10–2   | Zoila Gurgel        | KO (ciosy kolanami i pięściami)  | 1     | 2:00 | Bellator 23                            | 24 czerwca 2010      | Louisville |                                                                           |
| Wygrana | 10–1   | Valerie Coolbaugh   | Poddanie (balacha)               | 1     | 3:40 | Bellator 12                            | 19 czerwca 2009      | Hollywood  |                                                                           |
| Wygrana | 9–1    | Debi Purcell        | Decyzja (większościowa)          | 3     | 3:00 | ShoXC: Hamman vs. Suganuma 2           | 15 sierpnia 2008     | Friant     |                                                                           |
| Wygrana | 8–1    | Julia Berezikowa    | Poddanie (balacha)               | 2     | 1:49 | BodogFight: Vancouver                  | 24 sierpnia 2007     | Vancouver  |                                                                           |
| Wygrana | 7–1    | Tomomi Sunaba       | Decyzja techniczna (jednogłośna) | 2     | 1:05 | BodogFight: Costa Rica                 | 17 lutego 2007       | San José   |                                                                           |
| Wygrana | 6–1    | Carina Damm         | Poddanie (balacha)               | 1     | 4:15 | BodogFight: St. Petersburg             | 16 grudnia 2006      | Petersburg |                                                                           |
| Porażka | 5–1    | Gina Carano         | KO (cios pięścią)                | 2     | 4:55 | World Pro Fighting Championships       | 15 września 2006     | Las Vegas  |                                                                           |
| Wygrana | 5–0    | Dina Van den Hooven | TKO (zatrzymanie w narożniku)    | 3     | 5:00 | CWFC: Strike Force 4                   | 26 listopada 2005    | Midlands   | Zdobyła pas mistrzowski Cage Warriors Fighting Championship do 59 kg.     |
| Wygrana | 4–0    | Kelli Salone        | Poddanie (balacha)               | 1     | 3:45 | P & G 1: Pride and Glory 1             | 1 lutego 2004        | Cardiff    |                                                                           |
| Wygrana | 3–0    | Carla O'Sullivan    | Poddanie (duszenie)              | 1     | N/A  | CWFC 3: Cage Warriors 3                | 16 marca 2003        | Hampshire  |                                                                           |
| Wygrana | 2–0    | Serena Saunders     | Poddanie (balacha)               | 1     | 0:40 | CWFC 1: Armageddon                     | 27 lipca 2002        | Londyn     |                                                                           |
| Wygrana | 1–0    | Angela Boyce        | Poddanie (balacha)               | 3     | N/A  | G & S 5: Grapple & Strike 5            | 11 maja 2002         | Worcester  |                                                                           |

## Życie po zakończeniu kariery sportowej
Po zakończeniu kariery sportowej zaczęła zawodowo praktykować osteopatię, szczególnie w ramach terapii sportowej. Otworzyła własną klinikę, leczącą kontuzje związane ze sportami walki.
Działała w stowarzyszeniu antydopingowym Voluntary Anti-Doping Association i w organizacji na rzecz zapewnienia bezpieczeństwa zawodnikom MMA, SafeMMA.
W 2019 wygrała wybory do rady metropolii Solihull. Uzyskała 1876 głosów, kandydując z ramienia Partii Zielonych w okręgu Shirley West.

## Życie prywatne
W 2004 lub 2005 urodziła syna o imieniu Luis.